# Cholovocera brevicornis
Cholovocera brevicornis is een keversoort uit de familie zwamkevers (Endomychidae). De wetenschappelijke naam van de soort werd in 1977 gepubliceerd door Johnson.